# Association saké sommelier
 (juin 2019).
Si vous disposez d'ouvrages ou d'articles de référence ou si vous connaissez des sites web de qualité traitant du thème abordé ici, merci de compléter l'article en donnant les références utiles à sa vérifiabilité et en les liant à la section « Notes et références ».
The Sake Sommelier Association (SSA), (l'Association Saké Sommelier en français) est un partenariat global d’éducateurs qui accréditent et offrent des cours sur le saké japonais. Fondée en 2000 à Londres par le sommelier Xavier Chapelou et Kumiko Ohta experte en saké, l'association est la première organisation à se spécialiser dans l’éducation et la promotion du saké.

## Objectif
L'objectif de l'association est de développer l'éducation et de sensibiliser les amateurs de gastronomie au saké. L'association permet aux étudiants et professionnels d'apprendre l'histoire culturelle du saké, contribuant ainsi à développer la connaissance de cette boisson à travers le monde et d’en améliorer la demande.

## Éducation
L’Association Saké Sommelier qui est située à Londres accrédite les formations professionnelles de l’Academie Sake Sommelier et de ses franchises internationales. Les formations sont dispensées à travers le monde notamment en Italie, aux Émirats arabes unis, en Autriche, à Singapour, à Hong Kong, aux Pays-Bas, en France, en Espagne, en Chine, en Norvège.

## London Sake Challenge
Le Saké Challenge de Londres fut établi en 2012 par l’Association Saké Sommelier et ses fondateurs Xavier Chapelou et Kumiko Ohta. Cette compétition a lieu une fois par an. Des sakés de nombreuses brasseries Japonaises sont évalués par des sommeliers venus des quatre coins du monde et jugés selon leur goût, leur qualité et leur emballage. Cet événement a maintenant lieu dans le monde entier. 
L’objectif de cette compétition est de reconnaître les sakés exceptionnels, d’en faire leur promotion et de faire découvrir des nouveaux accords.

## Competition Sake Sommelier
Le Saké Sommelier of the Year (Saké Sommelier de l’Année) est une compétition annuelle organisée par l’Association Saké Sommelier. Elle a lieu à Londres et est la première à être organisée en dehors du Japon. 
Le but de la compétition est de récompenser le meilleur saké sommelier. Plus de 50 sommeliers venus d'Europe, d'Asie et du Moyen-Orient se sont présentés à la première compétition qui a eu lieu en 2013. 
En 2015, deux nouveaux titres furent créés pour encourager et récompenser les contributeurs du saké ; Young Sake Ambassador (Jeune Ambassadeur du Saké) et Sake Ambassador (Ambassadeur du Saké).
2019 marque le début du développement  international de cette compétition puisqu’elle a maintenant lieu à l’étranger chaque année